# Táhlice přímořská
Táhlice přímořská (Ruppia maritima) je druh rostlin z rodu táhlice; jsou to rostliny submerzní, tj. rostoucí ponořené ve vodě.

## Výskyt
Rostlina vyrůstá ve všech světadílech, od tropického po subantarktické podnebné pásmo. Její výskyt je zhruba limitován 70° severní zeměpisné šířky (přibližně úroveň měst Tromsø v severním Norsku a Murmansk na poloostrově Kola v Rusku) a 55° jižní zeměpisné šířky (zhruba mys Horn v chilské části souostroví Ohňová země). Místy je rozšířena hojně, jinde neroste vůbec, např. v Česku.
Tato sladkovodní rostlina má velkou toleranci k salinitě vody, byla zjištěna v prostředí špičkově obsahující až 390 g/l, tj. 390 ‰ (slanost mořské vody je v průměru 36 ‰). V našem případě však byla salinita z převážné části způsobena síranem hořečnatým (MgSO4), který má osmotický účinek jen poloviční oproti chloridu sodnému (NaCl).
Roste v rozličných vodních prostředích, např. ve vyložených slaniscích kde dochází k periodickému poklesu vody (až k vysychání a tím i zvyšování slanosti), v místech se stabilní výškou hladiny i slanosti (jezerech, lagunách), v ústí řek do moře kde vlivem přílivu dochází k pravidelné změně výšky hladiny i koncentrace mořské vody (např. v mangrovech) nebo v zátokách na mořském pobřeží, v místech blízko rovníku i v chladných subantarktických vodách, s průměrnou výškou hladiny od 0,4 do 4,5 m (omezení vzdálenosti výskytu od pobřeží).
Všem těmto podmínkách se dokáže táhlice přímořská přizpůsobit, ale tyto rozdíly mají podstatný vliv na variabilní vzhled, na velikost a rychlost přírůstků, množství vyzrálých semen na jednoletost nebo dlouhověkost rostliny. Dospělé rostliny tolerují mnohem tvrdší podmínky, všechny však požadují hodně slunečního světla a proto špatně rostou v zakalené vodě. Všeobecně nesnáší prudké vlnobití a silné vodní proudy které ji vytrhávají ze stanovišť. Semena, schopná přežít i zamrznutí vody až na dno, klíčí asi od +15 °C výše, rostliny přirůstají od +12 °C a kvetou od +20 °C.

## Popis
Je to rostlina jednoletá nebo víceletá, která má své kořeny i listy skryté pod vodní hladinou. Lze zobecnit, že v místech s vysychající vodou nebo tam kde se v průběhu roku příliš zvedá slanost vyvíjí se rostlina velice rychle a po vytvoření semen s nástupem kritického období usychá. Naopak z rostlin žijících ve stabilnějším, příliš neproměnlivém prostředí po vytvoření semen zahynou jen některé ramety (klony) a ostatní přežívají dále a za příznivých tepelných a světelných podmínek vytvářejí semena celoročně.
Rostlina je lehce upevněna ve dnu tenkým, stále přirůstajícím rozvětveným oddenkem ležícím jen do 1 cm hluboko ve dnu, z něho vyrůstá velký počet jemných kořínků zajišťující ukotvení v podkladu, nepronikají však hluboko. Na 1 m čtverečním může v počátku vegetace růst až 100 tenkých, vzpřímených a dále horizontálně větvených lodyh, které leží jen několik málo centimetrů pod hladinou. V období kvetení (asi o 8 až 20 týdnů později) vyroste na 1 m čtverečním dalších asi 200 reprodukčních lodyh. Lodyhy jsou většinou jen o něco málo tlustší než 1 mm a mohou být dlouhé až 3 m, jejich odbočné větve mají v průměru délku asi 50 cm; v nižších uzlinách vypouštějí vláskovité kořínky. Jsou zaznamenány případy, že u víceletých rostlin vyrostlo na čtverečním metru i 30 000 lodyh. Střídavě vyrůstající listy jsou 6 až 10 cm dlouhé, nitkovité, jednožilné s tupými špičkami a zubatými okraji. Mají pochvy a kratičké palisty.
Klasovité květenství je tvořeno dvěma hydrogamními, bezobalnými (achlamydními), oboupohlavnými, přisedlými květy. Každý květ má dvě tyčinky (bez nitek) s prašníky se široce rozloženými prašnými váčky. Většinou až ze šesti plodolistů je složeno gyneceum, z kterého vyrůstá stejný počet pestíků, ty jsou nejprve přisedlé a později až 2 cm dlouhé; nemají čnělku, jen mírně deštníkovitě rozšířenou bliznu. Po otevření prašníků se pylová zrna ledvinovitého tvaru spojují do řetízků a stoupají (s pomoci plynových bublin nashromážděných v prašnících) vzhůru, tam se zachycují na blizně; většinou dochází k samoopylení květů. U některých rostlin, převážně jednoletých, jsou květy opyleny pod hladinou. U většiny vytrvalých jsou při opylení květy na hladině a následně se stopky s opylenými květy stáhnou pod hladinu. Chromozómové číslo: 2n = 20, 40.

## Rozmnožování
Plody vždy dozrávají ve vodě, jsou to krátce stopkaté černé peckovice vyrůstající v oplodí. Jedna bývá asi 3 mm dlouhá a 1,5 mm široká, hruškovitého tvaru se zobáčkem. Semena jsou zralá asi za 14 dnů po opylení. Na krátké vzdálenosti jsou roznášena plovoucí vegetaci hnanou větrem a ve střevech některých ryb, na dlouhé v zažívacím traktu vodního ptactva. Semena zapadlá v sedimentu si podržují klíčivost tři roky; nevyklíčí, pokud jsou hlouběji než 10 cm nebo jsou-li jen na vlhké půdě a ne ve vodě.
Táhlice přímořská se rozmnožuje také vegetativně, oddělené části lodyh s vyrostlými kořínky v uzlinách klesají ke dnu kde zakořeňují a vytvářejí nové oddenky. U některých rostlin byly také zjištěny také turiony veliké 2,5 mm vznikající na oddencích.

## Taxonomie
Taxonomie celého rodu táhlice není jasná a táhlice přímořská je pravděpodobně zastřešující název pro více druhů. Podle různorodých podmínek prostředí ve kterém vyrůstá je to druh velice variabilní a je pravděpodobné, že po podrobnějších morfologických a genetických výzkumech dojde k jeho rozdělení.

## Význam
Rostliny a plody jsou důležitou potravou pro vodní ptactvo (hlavně kachny, husy a labutě) i ryby, ve výživné táhlici přímořské mají bohatou zásobárnou. Rostliny slouží také jako výborný úkryt pro hnízda a výchovu mláďat. Odumřelá biomasa, přinášená na břehy vodou hnanou větrem, zvyšuje úživnost tamní půdy.
Přílišná hustota vzrostlých rostlin, které vytvářejí hrubé vrstvy lodyh (rohože), je na druhé straně nepříjemným prvkem ve vodních kanálech s malým spádem. Táhlice přímořská je ptactvem zanášena i do rýžovišť, kde je nevítaným plevelem.